# Encyclia santanae
Encyclia santanae är en orkidéart som beskrevs av B.P.Faria, Péres Junior och A.D.Santana. Encyclia santanae ingår i släktet Encyclia och familjen orkidéer. Inga underarter finns listade i Catalogue of Life.